# 북오산 나들목
북오산 나들목(N.Osan IC)은 경기도 오산시 내삼미동에 설치된 수도권제2순환고속도로의 4번 교차로이다. 나들목 진출입로는 외삼미동과 접하고 있다. 건설 당시 가칭은 세교 나들목이었다.

## 연혁
- 2007년 10월 11일 : 나들목 신설을 위해 오산시 도시계획시설 교통광장에 내삼미동, 외삼미동 일원을 세교 나들목으로 고시[1]
- 2008년 12월 26일 : 2009년 10월까지 부지 인근 고인돌 문화재 보호로 나들목 선형 변경을 위해 오산시 도시계획시설 교통광장 변경[2]
- 2009년 10월 29일 : 수도권제2순환고속도로 봉담 ~ 동탄 구간 개통과 함께 영업 개시[3]

## 구조물 정보
전형적인 이중 트럼펫형 교차로이다.
- 위치: 경기도 오산시 내삼미동
- 영업소: 경기도 오산시 경기대로636번길 111 (외삼미동)

## 접속하는 도로
- 문시로
- 간접 연결 : 국도 제1호선 (경기대로, 세마대사거리 이용)

## 교통량 정보
| 요금소          | 통행량 (대/일) | 통행량 (대/일) | 통행량 (대/일) | 통행량 (대/일) | 통행량 (대/일) | 통행량 (대/일) | 통행량 (대/일) | 통행량 (대/일) | 통행량 (대/일) | 통행량 (대/일) | 각주  |
| 요금소          | 2009년         | 2010년         | 2011년         | 2012년         | 2013년         | 2014년         | 2015년         | 2016년         | 2017년         | 2018년         | 각주  |
| --------------- | -------------- | -------------- | -------------- | -------------- | -------------- | -------------- | -------------- | -------------- | -------------- | -------------- | ----- |
| 북오산 (폐쇄식) | 5,157          | 9,735          | 12,378         | 13,487         | 13,791         | 14,578         | 7,960          | 8,524          | 10,736         | 11,117         | [ 4 ] |
| 요금소          | 2019년         |                |                |                |                |                |                |                |                |                | [ 4 ] |
| 북오산 (폐쇄식) | 11,773         |                |                |                |                |                |                |                |                |                | [ 4 ] |